# Mildred Couper
Mildred Couper, née Mildred Cooper, (10 décembre 1887 à Buenos Aires, Argentine — 9 août 1974 à Santa Barbara, États-Unis) est une compositrice et pianiste américaine et l'un des premiers musiciens à expérimenter les quarts de ton. Elle habitait Santa Barbara, Californie, mais sa musique et son influence ont rayonné dans le monde entier.

## Biographie
Née Mildred Cooper, elle fait ses études en Italie, en Allemagne et en France, où elle étudie le piano avec Moritz Moszkowski et la composition avec Nadia Boulanger. Elle est mariée à l'artiste Américain expatrié Richard Hamilton Couper et elle passe le début de sa vie de couple à Rome, en Italie. Lors du déclenchement de la Première Guerre mondiale, sa famille et elle fuient à New York où elle enseigne le piano pendant neuf ans à la Mannes School of Music. Son époux meurt de la grippe espagnole en 1918.
Elle part en Californie en 1927 et monte un studio à Santa Barbara, où elle commence ses expériences avec deux pianos en utilisant une échelle en micro-intervalles, le second piano est accordé au quart de ton du premier. Donc aux 88 notes du premier s'ajoutent 88 autres notes du second, totalisant 176 sons différents, chargés d'enrichir le caractère harmonique. Sa première œuvre utilisant cette technique est le ballet Xanadu (1930) qui a été joué dans la production d'Eugene O'Neill Marco Millions au Lobero Theatre (en). En plus de son travail sur le quart de ton, Mildred Couper a composé de la musique de scène pour des pièces jouées au Lobero Theatre ainsi que l'Opéra-ballet And on Earth Peace sur un livret de Malcolm Thurburn.

## Source
- (en) Cet article est partiellement ou en totalité issu de l’article de Wikipédia en anglais intitulé « Mildred Couper » (voir la liste des auteurs).